# Queer Duck: The Movie
Pour les articles homonymes, voir Queer (homonymie).
Pour plus de détails, voir Fiche technique et Distribution.
Queer Duck: The Movie est un long métrage d’animation américain de Xeth Feinberg, sorti directement en vidéo en 2006.

## Commentaire
D'après la série d'animation télévisée Queer Duck, les aventures d'un canard homosexuel.

## Fiche technique
- Titre : Queer Duck: The Movie
- Réalisation : Xeth Feinberg
- Scénario : Mike Reiss
- Musique : Sam Elwitt
- Montage : Damon P. Yoches
- Production : J. Michael Mendel et Tal Vigderson
- Société de production : DVD Premiere et Icebox 2.0
- Pays d'origine : États-Unis
- Genre : Animation, comédie et film musical
- Durée : 72 minutes
- Date de sortie : 4 juin 2006 (New York Lesbian and Gay Film Festival)

## Doublage
- Jim J. Bullock : Adam Seymour « Queer Duck » Duckstein
- Jackie Hoffman : Lola Buzzard
- Kevin Michael Richardson : Stephen Arlo « Openly » Gator / voix additionnelles
- Billy West : Bi-Polar Bear / voix additionnelles
- Estelle Harris : Mme. Duckstein
- Mark Hamill : le vendeur
- Tim Curry : Peccary
- Andy Dick : Elizabeth Taylor / Rex (« Regina »)
- Chris Cox : Michael Jackson
- Audrey Wasilewski : Rosie O'Donnell
- Maurice LaMarche : Oscar Wildcat / Martin Duckstein / voix additionnelles
- Jeff Bennett : le révérend Vandergelding / voix additionnelles
- Kevin Chamberlin : voix additionnelles
- Barbara Goodson : Elizabeth Taylor
- Howard Hoffman : voix additionnelles
- Nick Jameson : voix additionnelles
- Tress MacNeille : Dr. Laura Schlessinger / Barbra Streisand / voix additionnelles
- Debi Mae West : Joan Rivers / voix additionnelles
- April Winchell : voix additionnelles
- Bruce Vilanch : lui-même
- Conan O'Brien : lui-même
- David Duchovny : Tiny Jesus

## Autour du film
Il fait référence à Orange mécanique. Le personnage dans Queer Duck: The Movie s'essaye à une thérapie similaire à la méthode Ludovico pour "soigner" son homosexualité. Il est obligé de regarder, de garder les yeux ouverts pendant la diffusion de films. Cependant, à la fin, il révèle qu'il voudrait une copie, car "less gay version of A Clockwork Orange".[réf. souhaitée]